# Michael Eichhammer
Michael Eichhammer (* 4. Juni 1972 in München) ist ein deutscher Buchautor und Journalist.

## Leben
Michael Eichhammer arbeitete vor seiner Schriftsteller-Laufbahn als Ressortleiter für Lifestyle-Magazine wie Playboy und FHM. Später gründete er sein eigenes Redaktionsbüro und schreibt seitdem für diverse Zeitschriften, Zeitungen, Online-Medien und im PR-Bereich.
Im Sommer 2007 erschien sein Roman-Debüt „Toreros sind so“ (Piper Verlag, Piper Boulevard). Der Protagonist Martin Sandmann, der Job und Freundin verloren hat, setzt sich eine Deadline: glücklich werden bis zum 31. Geburtstag, wie auch immer das geht. Die Kritik geizte nicht mit Vergleichen – so wurde sein Stil mit so illustren Namen wie Nick Hornby, Tommy Jaud bis Oscar Wilde verglichen.
Im Spätsommer 2008 folgte, ebenfalls bei Piper, der Roman „Solo für Anna“. Der Protagonist ist erneut ein Tagedieb auf der Suche nach dem Glück. Er beschließt, die ehemaligen Kollegen seiner Uni-Band nach zehn Jahren zu einem Comeback zu überreden. Die Suche nach der verschollenen Keyboarderin Anna liegt ihm aus sehr privaten Gründen am meisten am Herzen.
2009 erschien das Hörbuch zu „Toreros sind so“, in einer vom Autor selbst gesprochenen Version, die neben Streichungen auch diverse inhaltliche Neuerungen vorweist.
Ende 2004 erschien im Wieland Verlag sein Sachbuch „Silberpfeile und Kanonen“, welches die Geschichte der Pionierzeit des Grand Prix-Rennsports erzählt. Der Ratgeber „Der verletzte Mann“, geschrieben in Zusammenarbeit mit dem Therapeuten Peter Thiel, erschien 2008 bei Random House im Ariston Verlag.
2010 erschien der Ratgeber „Erste Hilfe für Frischverliebte“. Sein jüngstes Projekt ist eine Ghostwritertätigkeit im Bereich deutschsprachige Musik.

## Werke
Romane:
- Solo für Anna. Piper, München 2008
- Toreros sind so. Piper, München 2007
- Toreros sind so. periplaneta, Berlin 2009 (Hörbuch)

Sachbücher:
- Erste Hilfe für Frischverliebte. Klett-Cotta, Stuttgart 2010
- Der verletzte Mann. Hugendubel, München 2008
- Silberpfeile und Kanonen. Wieland, Bruckmühl 2004

## Sonstiges
Ähnlich wie Autoren wie Bret Easton Ellis nutzt Eichhammer das Medium Internet, um seinen Figuren eine pseudo-reale Existenz in der virtuellen Welt des World Wide Web zu verleihen. Beispielsweise mit der myspace-Seite der Band Authentic Dreams, die es eigentlich nur in seinem Roman Solo für Anna gibt.